# 英かおと
英 かおと（はなぶさ かおと、10月28日 - ）は、宝塚歌劇団月組に所属する男役スター。
岡山県倉敷市、県立倉敷古城池高等学校出身。身長172cm。愛称は「うー」。

## 来歴
2011年、宝塚音楽学校入学。
2013年、音楽学校卒業後、宝塚歌劇団に99期生として入団。入団時の成績は19番。雪組公演「ベルサイユのばら」で初舞台。
2014年、組まわりを経て月組に配属。
2019年の「I AM FROM AUSTRIA」で新人公演初主演。新人公演最終学年となる入団7年目のラストチャンスでの抜擢となった。

## 人物
3歳からピアノ、中学3年からは声楽を習い、オペラ歌手志望だった。
高校1年の春に天海祐希ファンの母親の勧めで宝塚を初観劇。幕が開いた時の空気感やキラキラした感じが忘れられず、「端っこでもいいから舞台に立ちたい」と音楽学校受験を決意した。

## 主な舞台

### 初舞台
- 2013年4 - 5月、雪組『ベルサイユのばら-フェルゼン編-』（宝塚大劇場のみ）

### 組まわり
- 2013年7 - 10月、月組『ルパン-ARSÈNE LUPIN-』『Fantastic Energy!』

### 月組時代
- 2014年3 - 6月、『宝塚をどり』『明日への指針 -センチュリー号の航海日誌-』『TAKARAZUKA 花詩集100!!』
- 2014年7 - 8月、『THE KINGDOM』（日本青年館・ドラマシティ） - ベンジャミン
- 2014年9 - 12月、『PUCK（パック）』 - 新人公演：スターヴィング（本役：千海華蘭）『CRYSTAL TAKARAZUKA-イメージの結晶-』
- 2015年1 - 2月、『Bandito（バンディート）-義賊 サルヴァトーレ・ジュリアーノ-』（バウホール・日本青年館）
- 2015年4 - 7月、『1789-バスティーユの恋人たち-』 - 新人公演：ジュリアン（本役：千海華蘭）
- 2015年9月、『A-EN（エイエン） ARI VERSION』（バウホール） - ウー・チェン
- 2015年11 - 2016年2月、『舞音-MANON-』 - 海軍少佐、新人公演：もう一人のシャルル・ド・デュラン（本役：美弥るりか）『GOLDEN JAZZ』[4]
- 2016年3 - 4月、『激情』 - ピカドール『Apasionado（アパショナード）!!III』（全国ツアー）
- 2016年6 - 9月、『NOBUNAGA〈信長〉-下天の夢-』 - 新人公演：浅井長政（本役：宇月颯）『Forever LOVE!!』
- 2016年10 - 11月、『アーサー王伝説』（文京シビックホール・ドラマシティ） - エクター
- 2017年1 - 3月、『グランドホテル』 - 地階の労働者、新人公演：ハンス（ベルボーイ）（本役：貴千碧）『カルーセル輪舞曲（ロンド）』
- 2017年4 - 5月、『瑠璃色の刻（とき）』（ドラマシティ・TBS赤坂ACTシアター）
- 2017年7 - 10月、『All for One』 - 新人公演：フィリップ（本役：紫門ゆりや）
- 2017年11 - 12月、『鳳凰伝』 - 盗賊（酉）『CRYSTAL TAKARAZUKA-イメージの結晶-』（全国ツアー）
- 2018年2 - 5月、『カンパニー-努力（レッスン）、情熱（パッション）、そして仲間たち（カンパニー）-』 - バーバリアン、新人公演：阿久津仁（本役：宇月颯）『BADDY（バッディ）-悪党（ヤツ）は月からやって来る-』
- 2018年6 - 7月、『THE LAST PARTY〜S. Fitzgerald’s last day〜』（日本青年館・ドラマシティ） - エドゥアール・ジョザンヌ／HANABUSA
- 2018年8 - 11月、『エリザベート-愛と死の輪舞（ロンド）-』 - 黒天使、新人公演：シュテファン・カロリィ（本役：風間柚乃／蓮つかさ）
- 2019年1月、『Anna Karenina（アンナ・カレーニナ）』（バウホール） - セルプホフスコイ[4]
- 2019年3 - 6月、『夢現無双』 - 村田与三、新人公演：本位田又八（本役：月城かなと）『クルンテープ 天使の都』
- 2019年7 - 8月、『ON THE TOWN（オン・ザ・タウン）』（梅田芸術劇場） - トム／警官／CCMC
- 2019年10 - 12月、『I AM FROM AUSTRIA-故郷（ふるさと）は甘き調（しら）べ-』 - ヨハン／クラブの男、新人公演：ジョージ・エードラー（本役：珠城りょう） 新人公演初主演[5][4]
- 2020年2月、『出島小宇宙戦争』（ドラマシティ・東京建物 Brillia HALL） - ヌイノスケ[2]
- 2020年9 - 2021年1月、『WELCOME TO TAKARAZUKA-雪と月と花と-』『ピガール狂騒曲』 - テオドール
- 2021年3月、『幽霊刑事（デカ）〜サヨナラする、その前に〜』（バウホール） - 佐山潤一
- 2021年5 - 8月、『桜嵐記（おうらんき）』 - 大田百佑『Dream Chaser』
- 2021年10 - 11月、『川霧の橋』 - 辰吉『Dream Chaser-新たな夢へ-』（博多座）
- 2022年1 - 3月、『今夜、ロマンス劇場で』 - 虎衛門『FULL SWING!』
- 2022年5月、『Rain on Neptune』（舞浜アンフィシアター） - トレフル♣
- 2022年7 - 10月、『グレート・ギャツビー』 - ユーイング
- 2022年11 - 12月、『ELPIDIO（エルピディイオ）』（KAAT神奈川芸術劇場・ドラマシティ） - ブルーノ
- 2023年2 - 4月、『応天の門』 - 若き日の業平／鬼『Deep Sea-海神たちのカルナバル-』
- 2023年8 - 11月、『フリューゲル-君がくれた翼-』 - ピエール・ベック『万華鏡百景色（ばんかきょうひゃくげしき）』
- 2024年1 - 2月、『Golden Dead Schiele』（バウホール） - アルトゥール・レスラー
- 2024年3 - 7月、『Eternal Voice 消え残る想い』 - サミュエル『Grande TAKARAZUKA 110!』
- 2024年8 - 9月、『琥珀色の雨にぬれて』 - アルベール『Grande TAKARAZUKA 110!』（全国ツアー）
- 2024年11 - 2025年3月、『ゴールデン・リバティ』 - ハワード・ケイン『PHOENIX RISING（フェニックス・ライジング）』
- 2025年4 - 5月、『花の業平／PHOENIX RISING』（全国ツアー） - 藤原良房
- 2025年7 - 11月、『GUYS AND DOLLS』 - ビッグ・ジュール

## 出演イベント
- 2023年6月、鳳月杏ディナーショー『Gemini』[6]